# Кубок Львівської області з футболу 2022
Кубок Львівської області 2022 року проводився Львівською футбольною асоціацією серед аматорських команд Львівщини. У зв’язку з повномасштабним вторгненням Росії в Україну, змагання вдалось провести тільки в кінці сезону. Матчі проходили в період із 2 по 27 листопада 2022 року. В змаганнях взяли участь 17 команд, які виступають у Прем'єр-лізі, Першій та Другій лігах Львівської області. Серед них 10 команд — представники Прем'єр-ліги Львівщини. 
«Карпати-2» Львів відмовились від участі в змаганнях, матч «Колос» Городок - ФК «Миколаїв», - не відбувся.
Кубок Львівської області сезону 2022-го року вдруге в історії завоювала «Юність» із Верхньої та Нижньої Білок, яка цього сезону уп'яте поспіль стала чемпіоном Львівщини. 
Їхнім суперником у фіналі став відниківський «Темп», який уперше в своїй історії вийшов до фіналу звітного турніру. 

## Результати матчів кубка Львівської області
Жирним виділено клуби з Прем'єр-ліги Львівщини.
|  | Попередній етап            |                            | ⅛ фіналу                          |                                   | Чвертьфінали               |                          | Півфінали            |                      | Фінал                |     | ПЕРЕМОЖЕЦЬ          |      |  |  |
|  |                            |                            |                                   |                                   |                            |                          |                      |                      |                      |     |                     |      |  |  |
|  |                            |                            | «Легінь» Брюховичі                |                                   |                            |                          |                      |                      |                      |     |                     |      |  |  |
|  |                            |                            |                                   |                                   | «Фенікс» Підмонастир       |                          |                      |                      |                      |     |                     |      |  |  |
|  |                            |                            | «Фенікс» Підмонастир              | «Фенікс» Підмонастир              | 5:2                        | 5:2                      |                      |                      |                      |     |                     |      |  |  |
|  | «Богун» Броди              | «Богун» Броди              |                                   |                                   |                            |                          | «Фенікс» Підмонастир | «Фенікс» Підмонастир |                      |     |                     |      |  |  |
|  |                            |                            | «Богун» Броди                     | «Богун» Броди                     |                            |                          | 6:0                  | 6:0                  |                      |     |                     |      |  |  |
|  | «Корміл» Давидів           | «Корміл» Давидів           | 3:2                               | 3:2                               | «Богун» Броди              | «Богун» Броди            |                      |                      |                      |     |                     |      |  |  |
|  |                            |                            | ФК «Мостиська»                    | ФК «Мостиська»                    | 2:2 п.п.4:3                | 2:2 п.п.4:3              |                      |                      |                      |     |                     |      |  |  |
|  |                            |                            |                                   |                                   |                            |                          |                      |                      | «Юність» В./Н.Білка  |     |                     |      |  |  |
|  |                            |                            | ФК «П'ятничани»                   | ФК «П'ятничани»                   |                            |                          |                      |                      | 0:0 п.п. 3:2         |     | logo                | logo |  |  |
|  |                            |                            |                                   |                                   | «Юність» В./Н.Білка        |                          |                      |                      |                      |     | logo                | logo |  |  |
|  |                            |                            | «Юність» Верхня/Нижня Білка       | «Юність» Верхня/Нижня Білка       | 3:2                        | 3:2                      |                      |                      |                      |     | logo                | logo |  |  |
|  |                            |                            |                                   |                                   |                            |                          | «Юність» В./Н.Білка  |                      |                      |     | logo                | logo |  |  |
|  |                            |                            | «Сокаль-Датський текстиль» Сокаль | «Сокаль-Датський текстиль» Сокаль |                            |                          | 5:1                  | 5:1                  |                      |     | logo                | logo |  |  |
|  |                            |                            |                                   |                                   | «Сокаль-Датський текстиль» |                          |                      |                      |                      |     | logo                | logo |  |  |
|  |                            |                            | «Рух-2» Львів                     | «Рух-2» Львів                     | 2:1                        | 2:1                      |                      |                      |                      |     | logo                | logo |  |  |
|  |                            |                            |                                   |                                   |                            |                          |                      |                      |                      |     | «Юність» В./Н.Білка |      |  |  |
|  |                            |                            | «Колос» Городок                   | «Колос» Городок                   |                            |                          |                      |                      |                      |     | 3:1                 | 3:1  |  |  |
|  |                            |                            |                                   |                                   | ФК «Миколаїв»              |                          |                      |                      |                      |     |                     |      |  |  |
|  |                            |                            | ФК «Миколаїв»                     | ФК «Миколаїв»                     | 3:0* (не відбувся)         | 3:0* (не відбувся)       |                      |                      |                      |     |                     |      |  |  |
|  |                            |                            |                                   |                                   |                            |                          | «Нафтовик» Борислав  |                      |                      |     |                     |      |  |  |
|  |                            |                            | «Нафтовик» Борислав               | «Нафтовик» Борислав               |                            |                          | 1:1 п.п. 5:3         | 1:1 п.п. 5:3         |                      |     |                     |      |  |  |
|  |                            |                            |                                   |                                   | «Нафтовик» Борислав        |                          |                      |                      |                      |     |                     |      |  |  |
|  |                            |                            | «Карпати-2» Львів                 | «Карпати-2» Львів                 | +:- (відмова від участі)   | +:- (відмова від участі) |                      |                      |                      |     |                     |      |  |  |
|  |                            |                            |                                   |                                   |                            |                          |                      |                      | «Темп» Відники/Зубра |     |                     |      |  |  |
|  | «Темп» Гірське             | «Темп» Гірське             |                                   |                                   |                            |                          |                      |                      | 5:2                  | 5:2 |                     |      |  |  |
|  |                            |                            | ФСК «Самбір»                      |                                   |                            |                          |                      |                      |                      |     |                     |      |  |  |
|  | ФСК «Самбір»               | ФСК «Самбір»               | 2:0                               | 2:0                               | «Темп» Відники/Зубра       | «Темп» Відники/Зубра     |                      |                      |                      |     |                     |      |  |  |
|  |                            |                            | «Темп» Відники/Зубра              | «Темп» Відники/Зубра              | 3:1                        | 3:1                      |                      |                      |                      |     |                     |      |  |  |
|  |                            |                            |                                   |                                   |                            |                          | «Темп» Відники/Зубра |                      |                      |     |                     |      |  |  |
|  |                            |                            | СКК «Пісочна»                     | СКК «Пісочна»                     |                            |                          | 3:2                  | 3:2                  |                      |     |                     |      |  |  |
|  | ФК «Щирець»                | ФК «Щирець»                |                                   |                                   | СКК «Пісочна»              | СКК «Пісочна»            |                      |                      |                      |     |                     |      |  |  |
|  |                            |                            | ДЮШ ФК «Львів»/СКК «Демня»        | ДЮШ ФК «Львів»/СКК «Демня»        | 4:1                        | 4:1                      |                      |                      |                      |     |                     |      |  |  |
|  | ДЮШ ФК «Львів»/СКК «Демня» | ДЮШ ФК «Львів»/СКК «Демня» | 3:1                               | 3:1                               |                            |                          |                      |                      |                      |     |                     |      |  |  |

1. 1 2 3  Матч зіграно у Львові.

1. 1 2 3  Матч зіграно у Винниках.

Джерело:

### Фінал
Арбітр: Роман Блавацький.
Помічники арбітра: Юрій Ковальчук, Ростислав Якимик.
Резервний арбітр: Василь Файда.
 Резервний асистент арбітра: Андрій Смольський.
 Спостерігач арбітражу: Юрій Можаровський.
 Делегат матчу: Степан Понайда

#### Склад команд
«Юність» Верхня/Нижня Білка: Денега Артем (Борисенко В'ячеслав,  88'), Гаврушко Іван (Тимець Назарій,  86'), Білий Іван (Грось Остап,  84'), Білий Василь, Береза Олег, Теплий Віталій-Дмитро, Гудзінський Вадим (Дмитрух Віталій,  87'), Гладкий Володимир, Войтович Володимир (Іваночко Юрій,  75'), Іванченко Богдан, Панасюк Олег (Равлик Віталій,  84').
Головний тренер: Богдан Костик.
«Темп» Відники/Зубра: Жук Андрій, Слав'як Назар, Максимець Віталій, Яворський Зіновій, Гірний Святослав, Барабаш Віктор (Скотаренко Володимир,  67'), Савків Ярослав, Лебедь Роман, Савран Роман (Бекерський Ігор,  80'), Маїк Олег, Бугрин Тарас (Яйко Олег,  77')
Головний тренер: Василь Леськів.

#### Статистика матчу
Голи:  6 з пен.' Білий Іван,  20' Войтович Володимир,  23' Іванченко Богдан; —  90' Лебедь Роман.

## Галерея

Фінальний матч
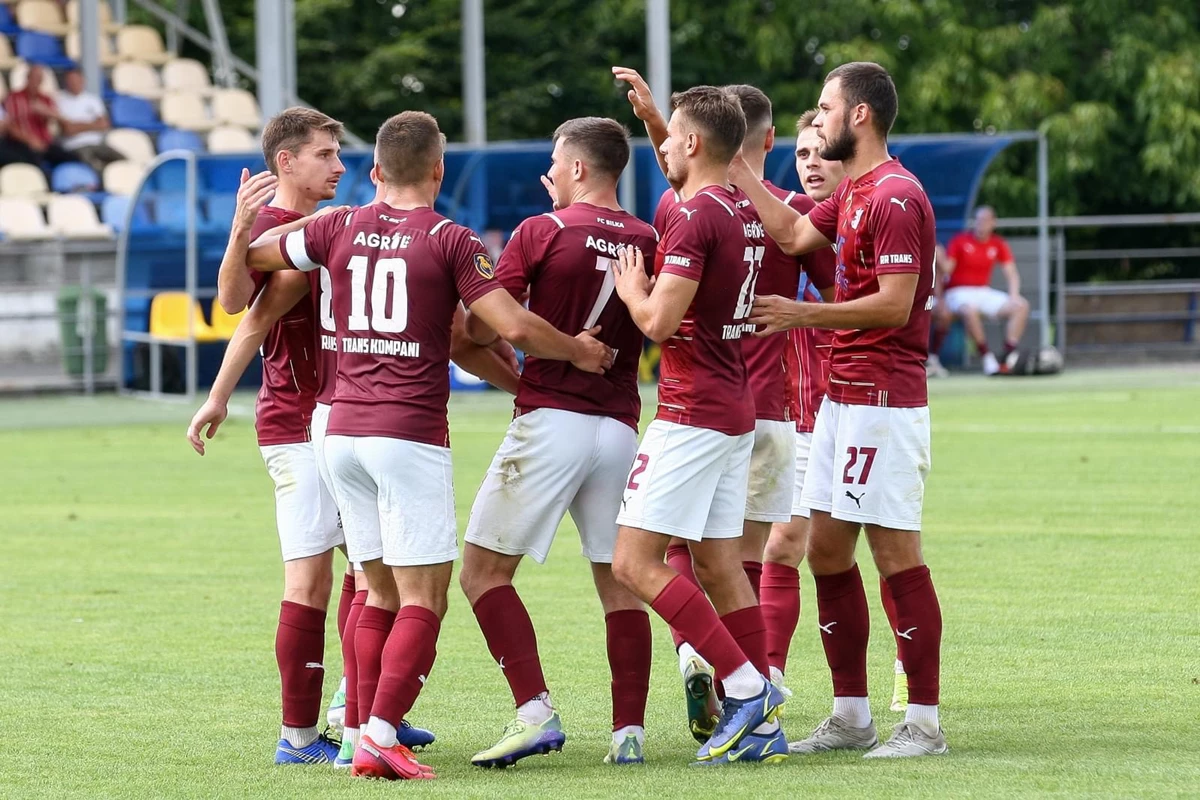
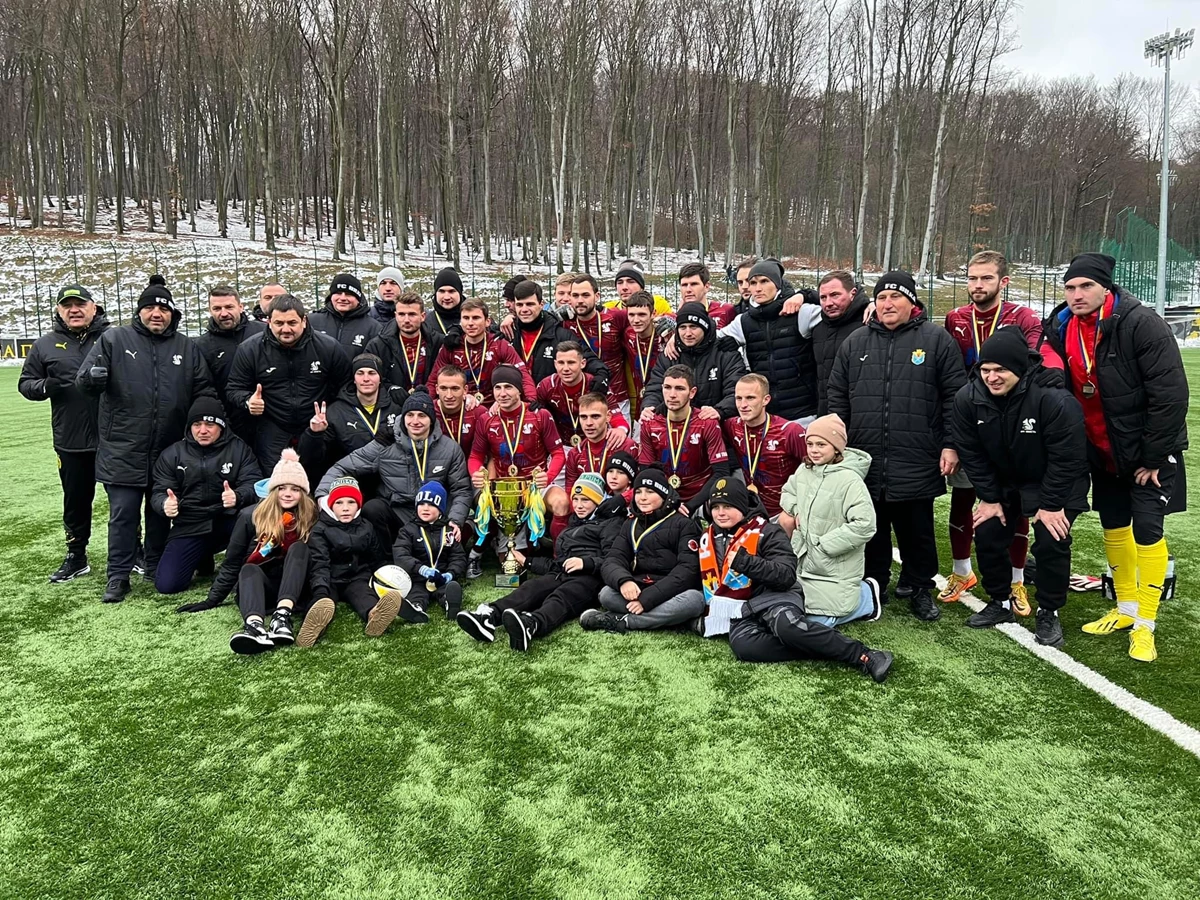
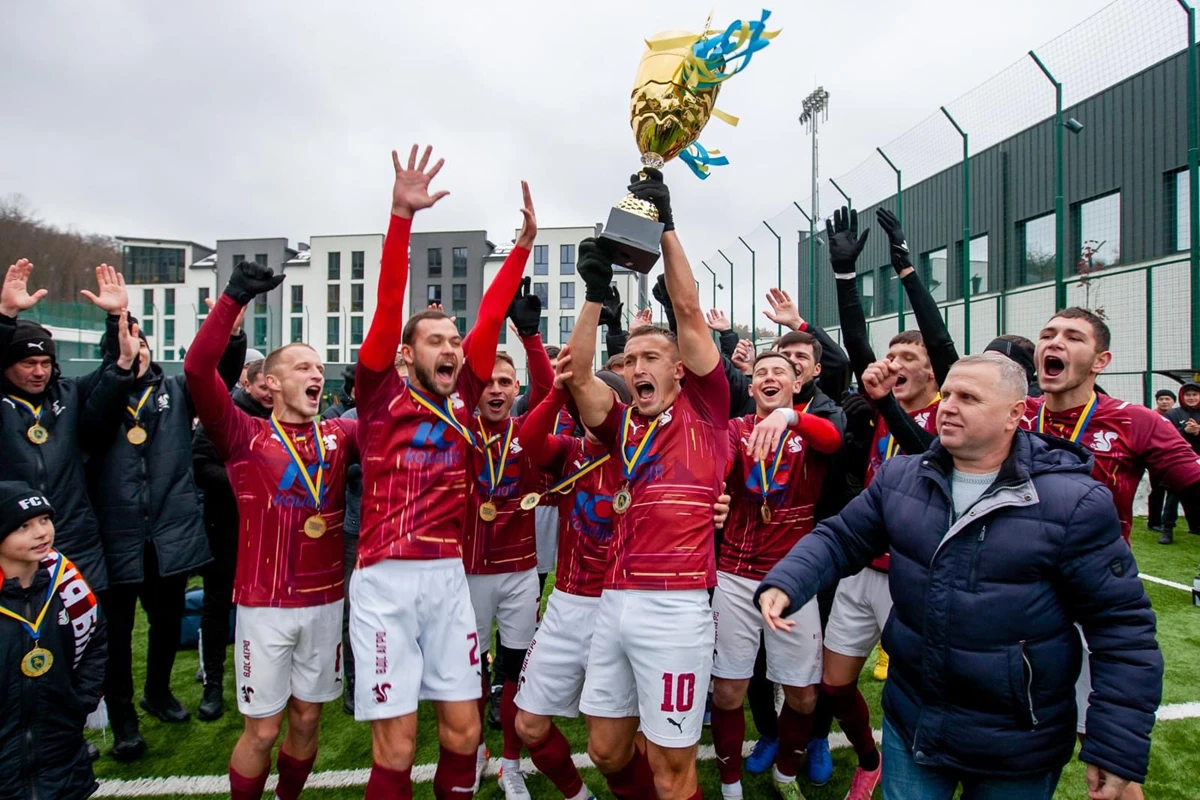